# St. Sebastian (Sankt Sebastian)

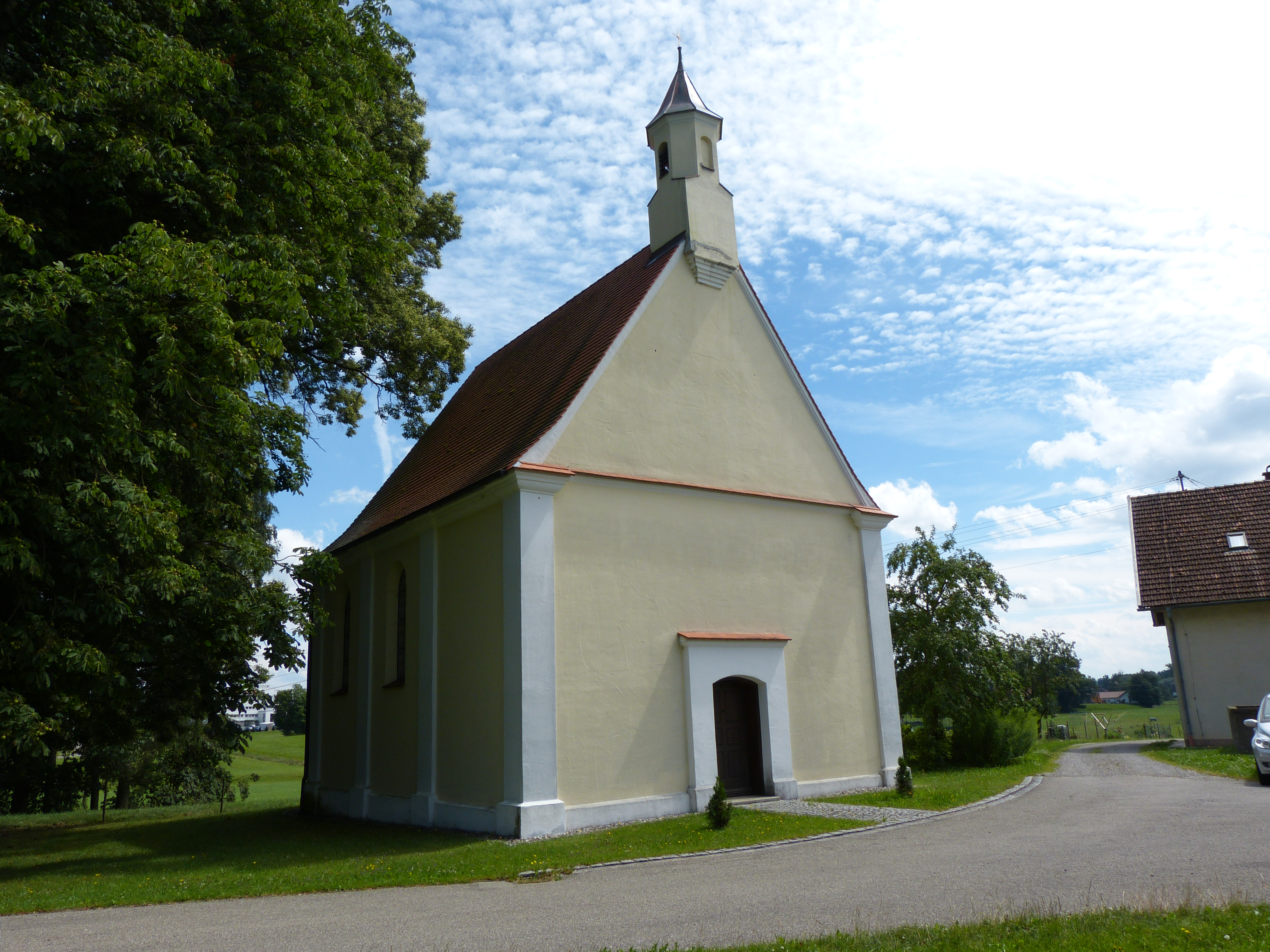
St. Sebastian

St. Sebastian ist eine römisch-katholische Wallfahrtskapelle im oberschwäbischen Sankt Sebastian, einem Teilort von Kammlach.

## Geschichte

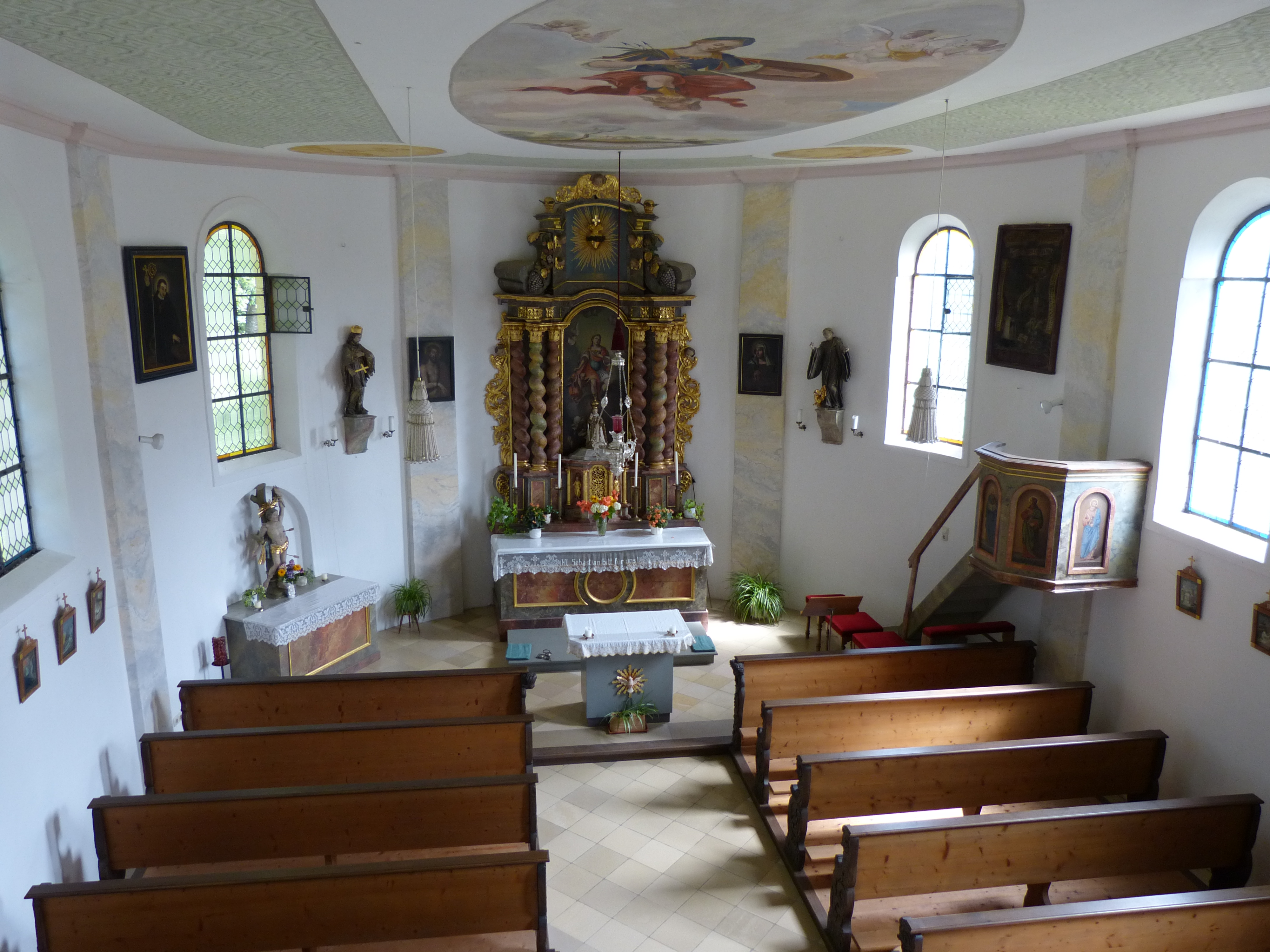
Innenansicht von St. Sebastian

Die Kirche wurde auf einem alten Pestfriedhof im Jahre 1635 erbaut. Im Frühjahr 1636 war sie vollendet. Die Weihe fand am 1. Mai 1636 statt. Früher umgab die Kapelle ein Eichenwald und sie wurde im Volksmund auch St. Sebastian im Eichwald genannt. Bis 1729 wohnte bei der Kirche ein Eremit. Im frühen 18. Jahrhundert wurde die Kapelle wahrscheinlich umgebaut. Bei der Schlacht von Oberkammlach im Jahre 1796 verwüsteten französisch-republikanische Truppen die Kapelle. In den folgenden zwei Jahren wurde die Kirche renoviert. Das Türmchen wurde 1858 erneuert. In den Jahren 1884, 1919/20, 1939/40 und 1966 (außen) fanden erneut Renovierungen statt.

## Baubeschreibung

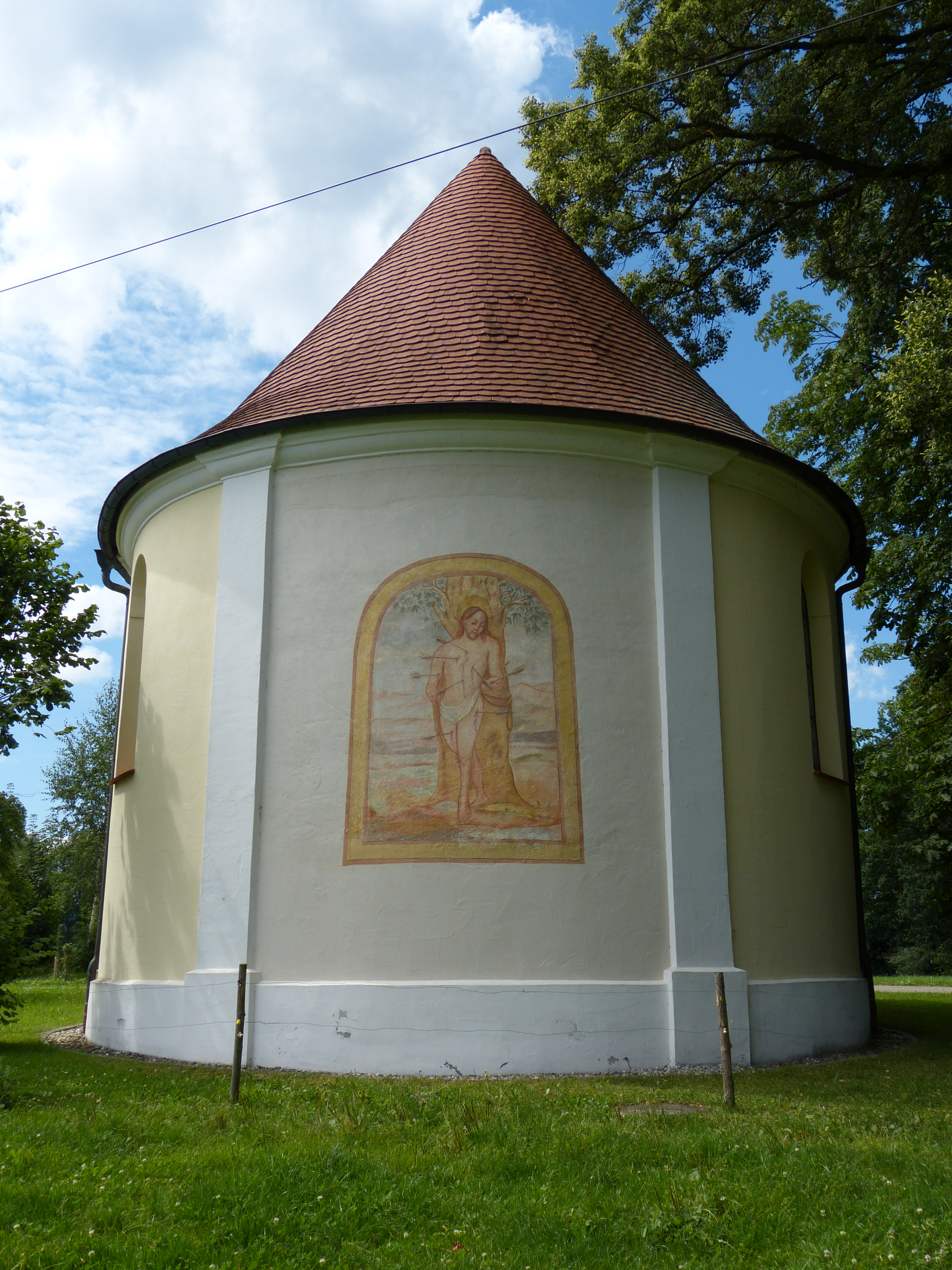
Außenansicht des Chores von St. Sebastian

Der flachgedeckte Saalraum besitzt drei Achsen mit halbrundem Schluss. Die Innenwände sind mit achsenweise angeordneten Lisenen gegliedert. In den Westecken sind sie schmal und geknickt. Der halbrunde Schluss ist ebenso in drei Achsen geteilt. Ein Gesims schließt die Lisenen an den Seiten der Scheitelachse ab. In den Schrägachsen und den beiden östlichen Langhausachsen befinden sich rundbogige, eingezogene Fenster. Im Westteil der Kapelle befindet sich eine gefelderte Holzempore. Die Westtüre ist stichbogig. Außen ist die Kapelle durch Lisenen gegliedert, die an den Westecken zusammenstoßen. Darüber befindet sich ein knappes, profiliertes und verkröpftes Gesims und am Westgiebel ein dünnes Sohlgesims. Ein blechgedeckter Dachreiter auf dem Westgiebel kragt auf Profilen vor und besitzt einen quadratischen Sockel und ein achteckiges Obergeschoss mit Rundbogenöffnungen. An den Hauptseiten ist ein profiliertes Gesims angebracht.

## Ausstattung
Die neubarocken Deckengemälde zeigen im großen Ovalfeld den Heiligen Sebastian und in den Diagonalen marianische Symbole in gelber Tonmalerei. Das Ovalfeld wurde 1951 von Ludwig Dreyer aus dem oberschwäbischen Ottobeuren bemalt, die marianischen Symbole, eine Rose, ein Morgenstern, ein Turm und eine Arche stammen aus dem Jahr 1947. Das Ewige Licht ist Mitte des 18. Jahrhunderts als schwungvolle Rokoko-Arbeit entstanden. Die Kanzel aus marmoriertem Holz wurde in der Zeit des Historismus in der zweiten Hälfte des 19. Jahrhunderts geschaffen. Der Korb ist polygonal mit auf Holz gemalten Evangelisten in den Rundbogenblenden. Das um 1700 geschaffene, überwiegend aus Nadelholz gearbeitete Gestühl besitzt Schweifwangen mit spiraliger Akanthusschnitzerei und an den vorderen Wangen Engelsköpfe aus Eichenholz.
Die beiden den Altar flankierenden Schränke sind mit 1798 bezeichnet. Sie haben flache Schweifgiebel und sind mit reicher volkstümlicher Malerei geschmückt. Die beiden Türfelder des linken Schranks sind mit den Herzen Jesu und Mariens bemalt, die Türfelder des rechten Schrankes tragen ein Jesus- und Marienmonogramm. Im volkstümlichen Lesepult aus dem 18. Jahrhundert bildet eine Einlegearbeit das Jesusmonogramm. Von den bemalten Holzfiguren in der Kapelle wurden der Heilige Johannes Nepomuk und der Heilige Magnus um 1720 geschaffen. Der Heilige Sebastian stammt wohl aus der Mitte des 18. Jahrhunderts. Ein Vortragekruzifix wurde in der zweiten Hälfte des 18. Jahrhunderts gefertigt.

### Altar

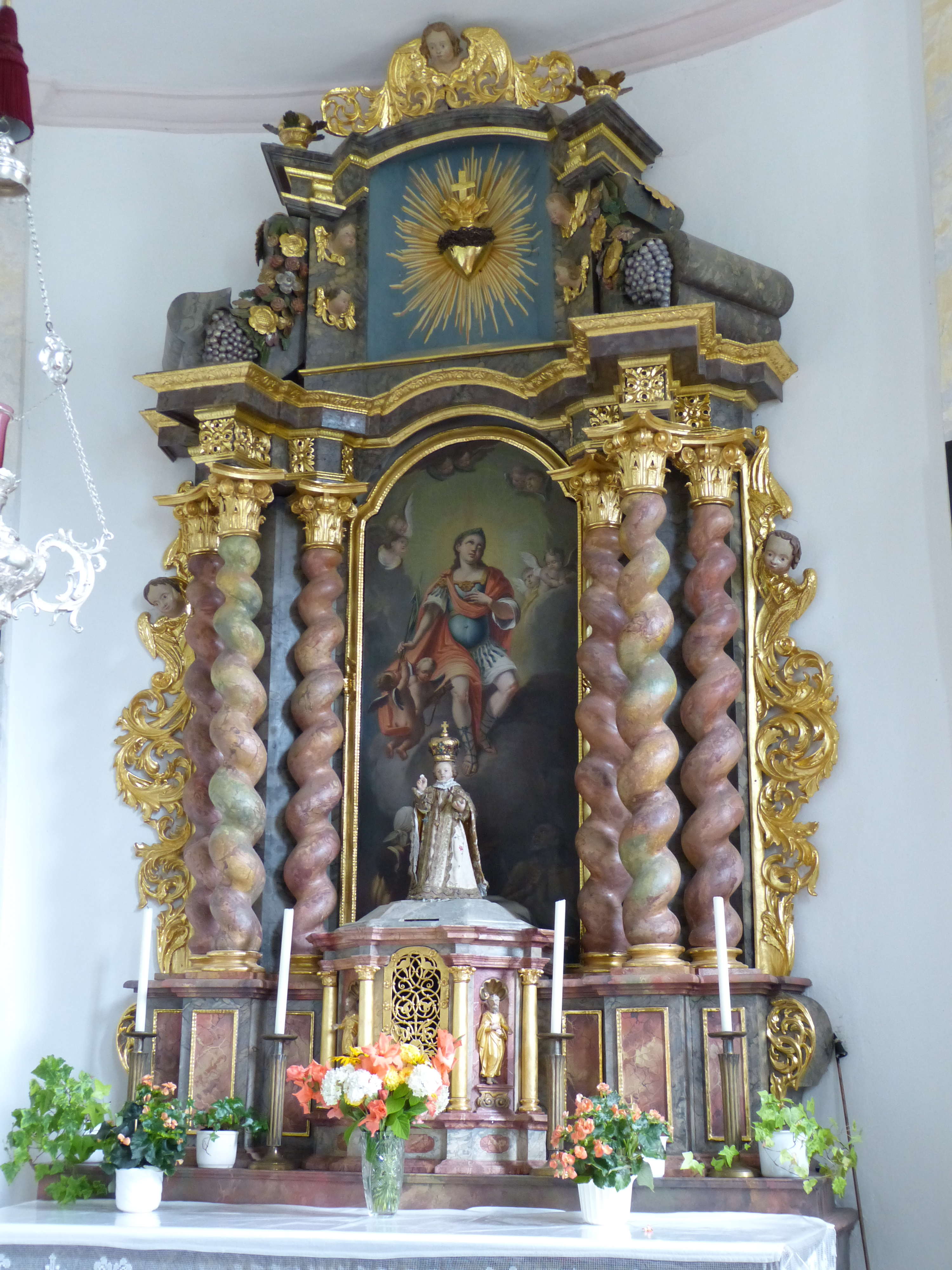
Altar in St. Sebastian

Der rosa und grau marmorierte Altar aus Holz wurde um 1710/1720 geschaffen. Der Stipes ist kastenförmig, der polygonale Tabernakel ist mit Ecksäulen und einer Flachkuppel dekoriert. In der Mittelachse befindet sich ein schmiedeeisernes Gitter in Spiralformen. Zwei Statuen in den beiden Muschelnischen der Schrägachsen tragen je ein Buch. Auf dem Tabernakel steht ein Prager Jesuskind. Das den Heiligen Sebastian als Fürbitter für die armen Seelen darstellende Altarbild schließt flach geschweift ab. Beiderseits befinden sich je drei gewundene korinthische Säulen, von denen die mittleren vorgestaffelt sind. Das Gesims ist reich verkröpft. Neben den Außensäulen befindet sich durchbrochenes Akanthuslaub mit Engelsköpfen. Ein Herz Jesu im Altarauszug wird von vier Engelsköpfen flankiert. Die schräggestellten Voluten besitzen Blumengehänge und im Scheitel einen Engelskopf.

### Gemälde
Unter den Gemälden der Kirche befindet sich ein Ecce Homo als Halbfigur aus dem 17. Jahrhundert. Eine Muttergottes, ebenfalls als Halbfigur, ist im Gnadenbildtypus dargestellt und stammt aus dem 18. bis 19. Jahrhundert. Weitere Halbfiguren sind ein Heiliger Magnus aus dem 18. Jahrhundert und eine Mater Dolorosa aus der Mitte des 18. Jahrhunderts. Die auf Holz gemalten Pestheiligen Rochus und Sebastian stammen aus der ersten Hälfte des 18. Jahrhunderts und sind in Bandelwerk-Schnitzrahmen gefasst.

### Votivbilder
Ein stattlicher Bestand an Votivbildern hat zum Teil eine hohe künstlerische Qualität. Die meisten sind Ölbilder auf Leinwand. Das östlichste Bild auf der Nordseite ist etwa einen Meter hoch und flach geschweift. Es zeigt die Kapelle, vor der die Gemeindemitglieder Spalier stehen. Im Hintergrund ist Vieh zu sehen. Oben ist der Pestheilige Sebastian abgebildet. Die Inschrift auf einem Spruchband am unteren Bildrand lautet: S.sebastiano zu ehren, aus Ver-/bindnus beider gemeinden zu kamlach / bey der gefahr des sich futzes anno 1740. In kleiner Schrift ist darüber zu lesen: Ruinirt bei der franzosenschlak 1796 und ...tet worden. Das nächste Bild ist etwa einen halben Meter hoch und trägt die Inschrift: EX VOTO 1..6. Die Jahreszahl lässt sich nicht entziffern, das Bild stammt aber wohl aus der Mitte des 18. Jahrhunderts. Im unteren Teil des Bildes ist eine kniende Familie abgebildet, im Hintergrund Vieh, in der Mitte die Kapelle, oben die Muttergottes zwischen dem heiligen Sebastian und dem heiligen Wendelin. Das dritte Bild ist etwa einen Meter hoch und trägt links die Inschrift: Anno 1700 hat zu under Kamlach ein pestilenzische Sucht under dem / Vich ein gerissen, worunder auch georg hörtnagel baur daselbst ein 2jähriges / stürlein schon albereit dahin gesuncken, und nider gefallen, sobald er aber / selbes dem heiligen Sebastiano alhir aufgeopfert, und vollig geschenckt, ist / selbes Augenblicklich widerum auf gestanden, Frisch und gesund / Darvon gangen. Dahero gott dem allmächtigen seiner Werdissen / Muetter Maria und dem heiligen Sebastiano zu sonder bahrer Ehr und / Dancksagung georg Hörtnagel dise Daffel hieher verordnet hat. / REV. Ao. 1744. Dieses Bild ist als Votivtafel eine qualitätvolle Arbeit. Im rechten Vordergrund ist ein Bauer mit Spaten im Gespräch mit einem vornehm gekleideten Mann, in der Mitte ein Kalb und die Kapelle zu sehen. Den oberen Teil füllt der Heilige Sebastian auf Wolken mit einem Engel aus.

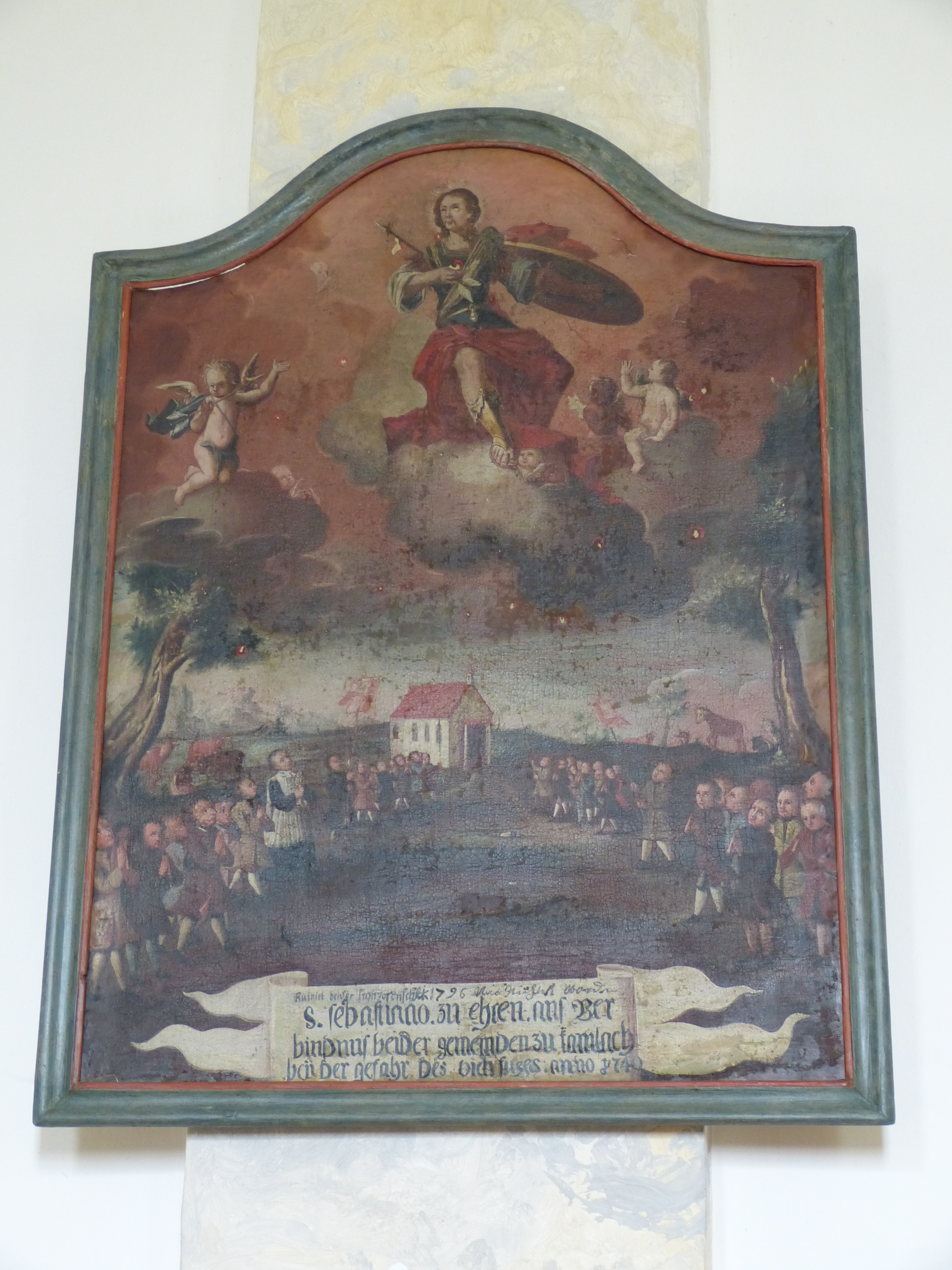
Votivbild
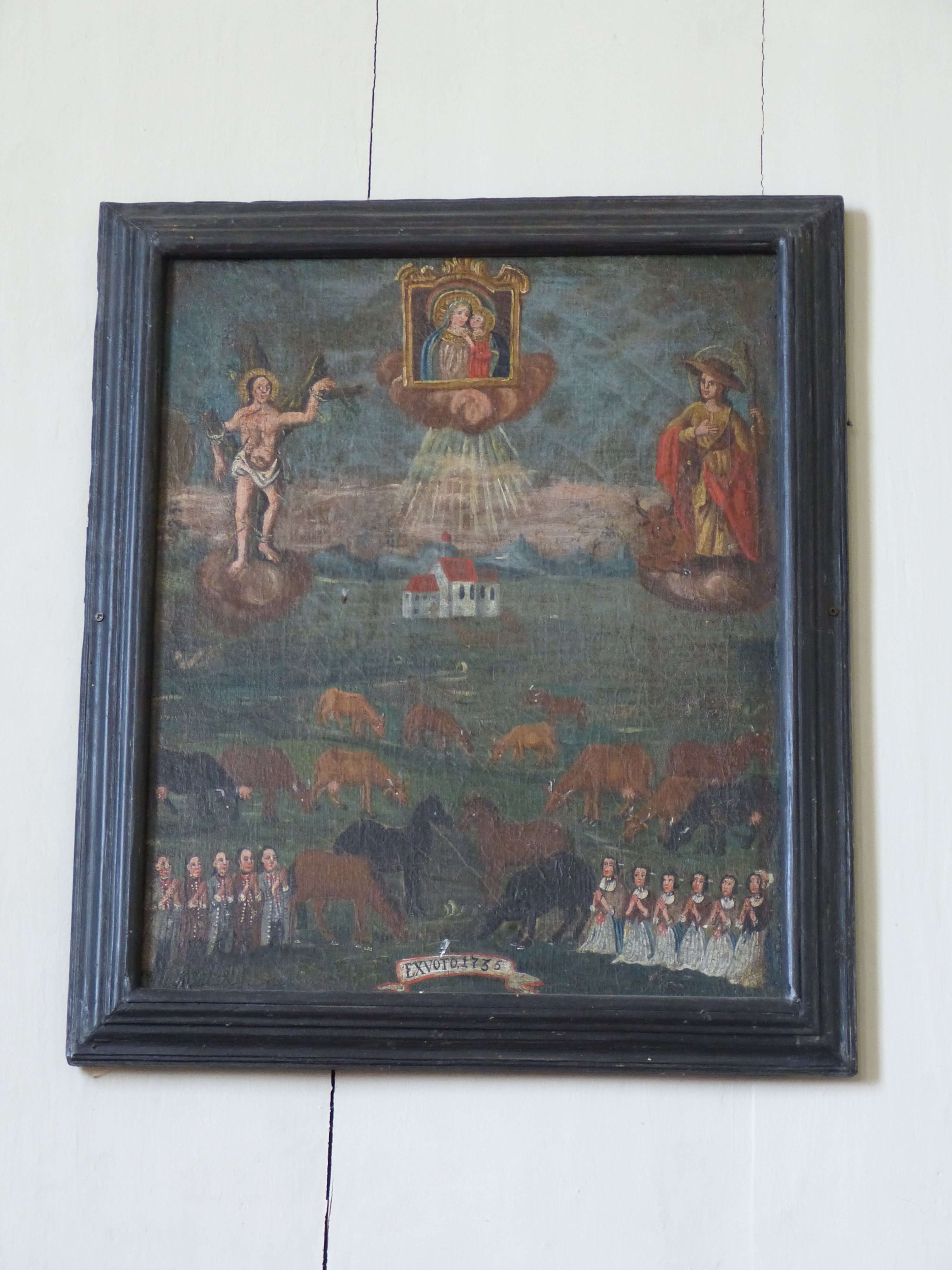
Votivbild bez. mit 1735
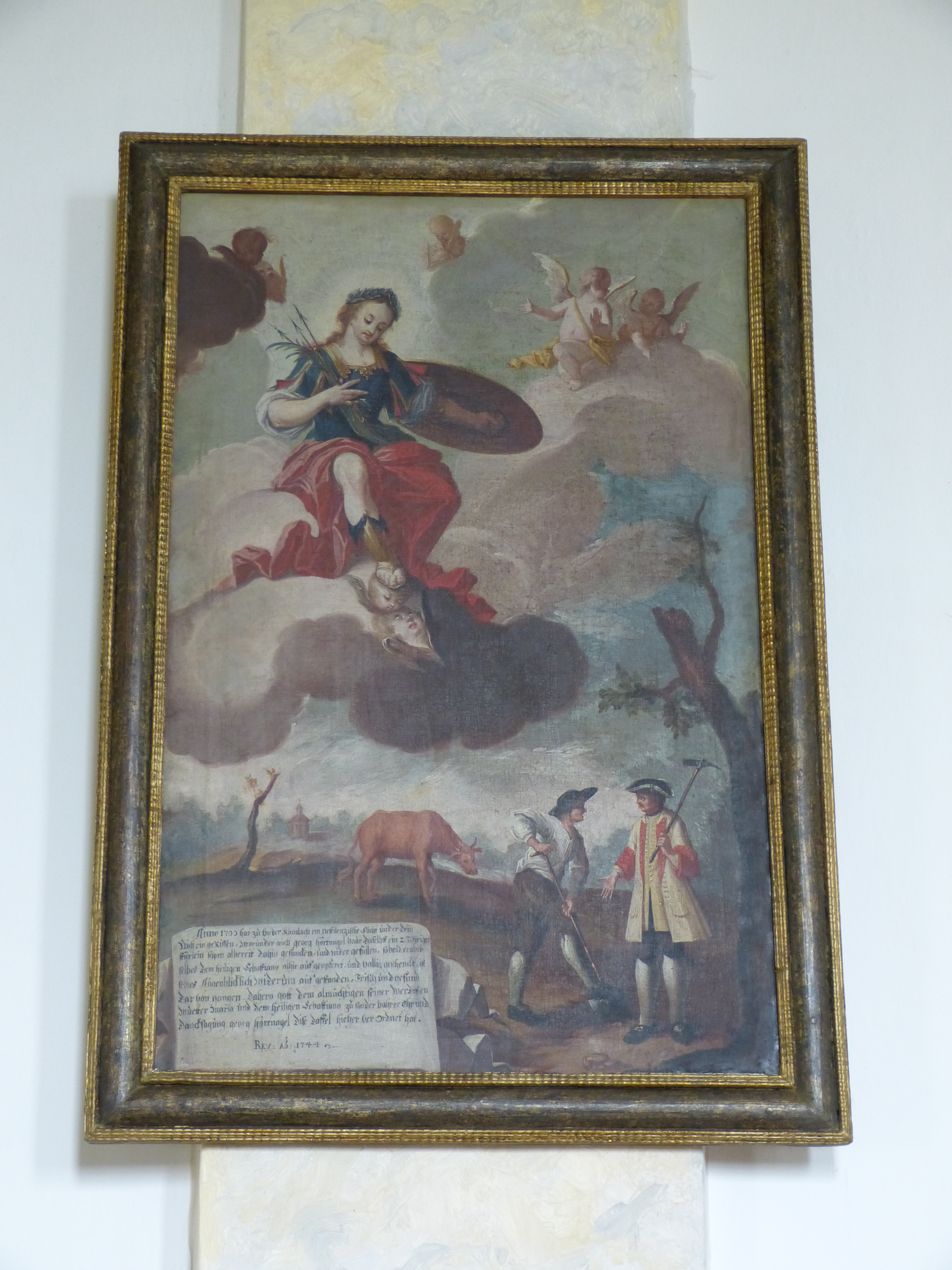
Votivbild

Das vierte Bild ist etwa einen Meter hoch. Über konkaven Ansätzen ist es oben eingezogen und rundbogig geschlossen. Es ist mit Ao. 1755 bezeichnet. Im Vordergrund halten sich fünf Bauern mit ihrem Vieh auf, den Hintergrund strebt eine Prozession zur Kapelle. Oben befindet sich der heilige Sebastian als Fürbitter vor Christus. Das fünfte Bild an der Nordwand ist etwa einen halben Meter hoch und zeigt eine kniende Familie und ein Pferd vor der Kapelle. Oben ist der heilige Sebastian auf Wolken abgebildet. Die Inschrift lautet: Anno 1723 den 6. augusty hab ich Michael anwander der alt undt Maria anwan-/derin Zue St. Sebastian in Under-Kamlach weil ich ein grossen Unglickh mit einem Ross be-/zeig. khein kreizer woldt daruor geben, mit Nammen / Michael anwander, der dick, Mit einer heilligen Mess undt einer walfarth gang sambt / einer lob daffel verlobt ist gleich geholfen worden, gott und seiner heilligsten Muetter / Maria und dem heilligsten Sebastian im aüchwald sey es danckh gesagt vor die gnadt. Das sechste Bild auf Holz stammt aus dem 18. Jahrhundert. Es zeigt Rinder, über denen ein gemarterter heiliger Sebastian und rechts die Kapelle abgebildet ist. Das siebte Bild ist ebenfalls auf Holz gemalt und zeigt links einen knienden Mann in der Kapelle, rechts ist die Kapelle und darüber die Muttergottes und der heilige Sebastian abgebildet. Die Inschrift lautet: Gelobt sey Gott in seinem Heiligen. Da ich durch dessen / Fürbitte von einer ... Krankheit befreit worden bin / 1833.

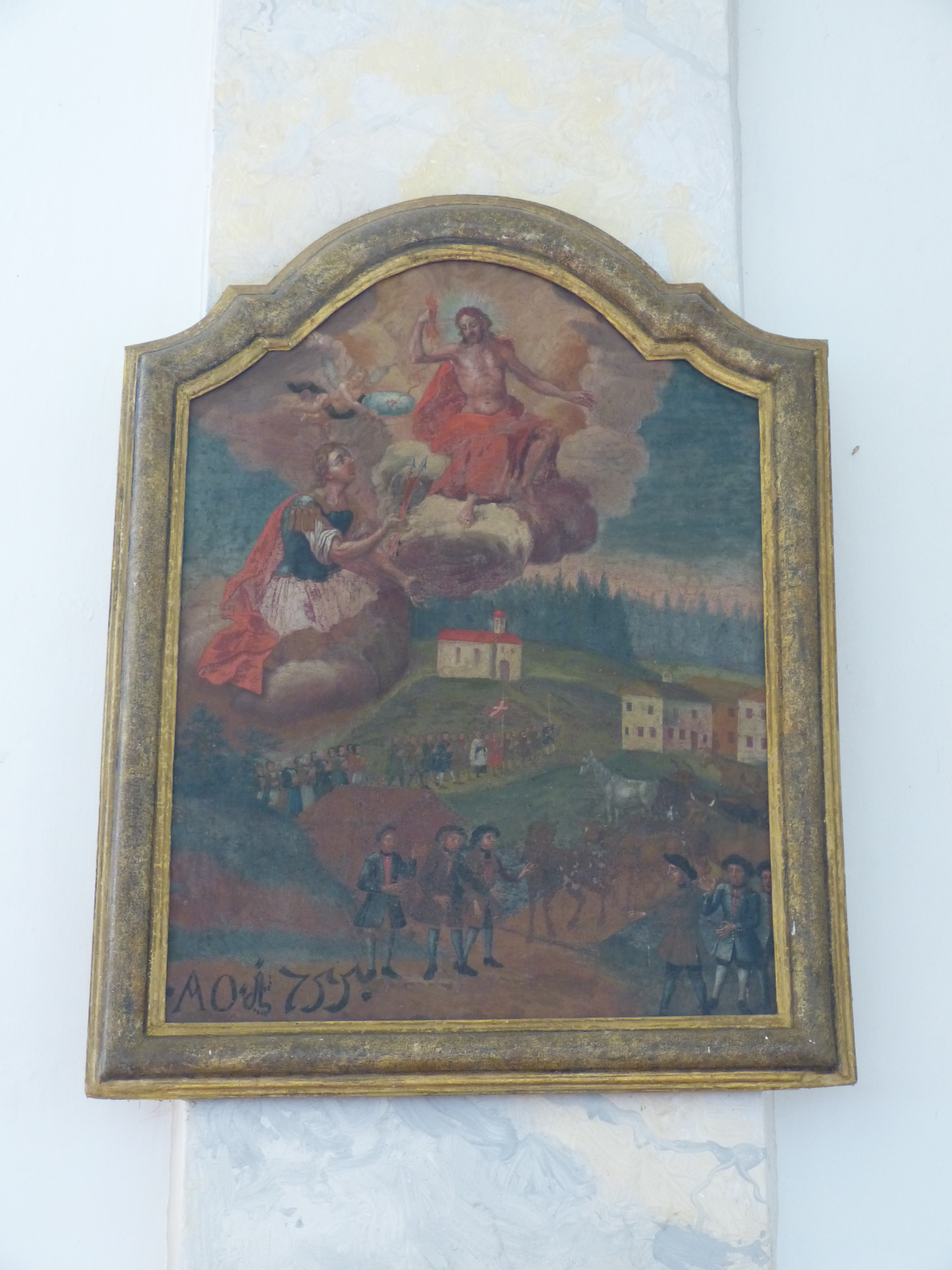
Votivbild bez. mit 1755
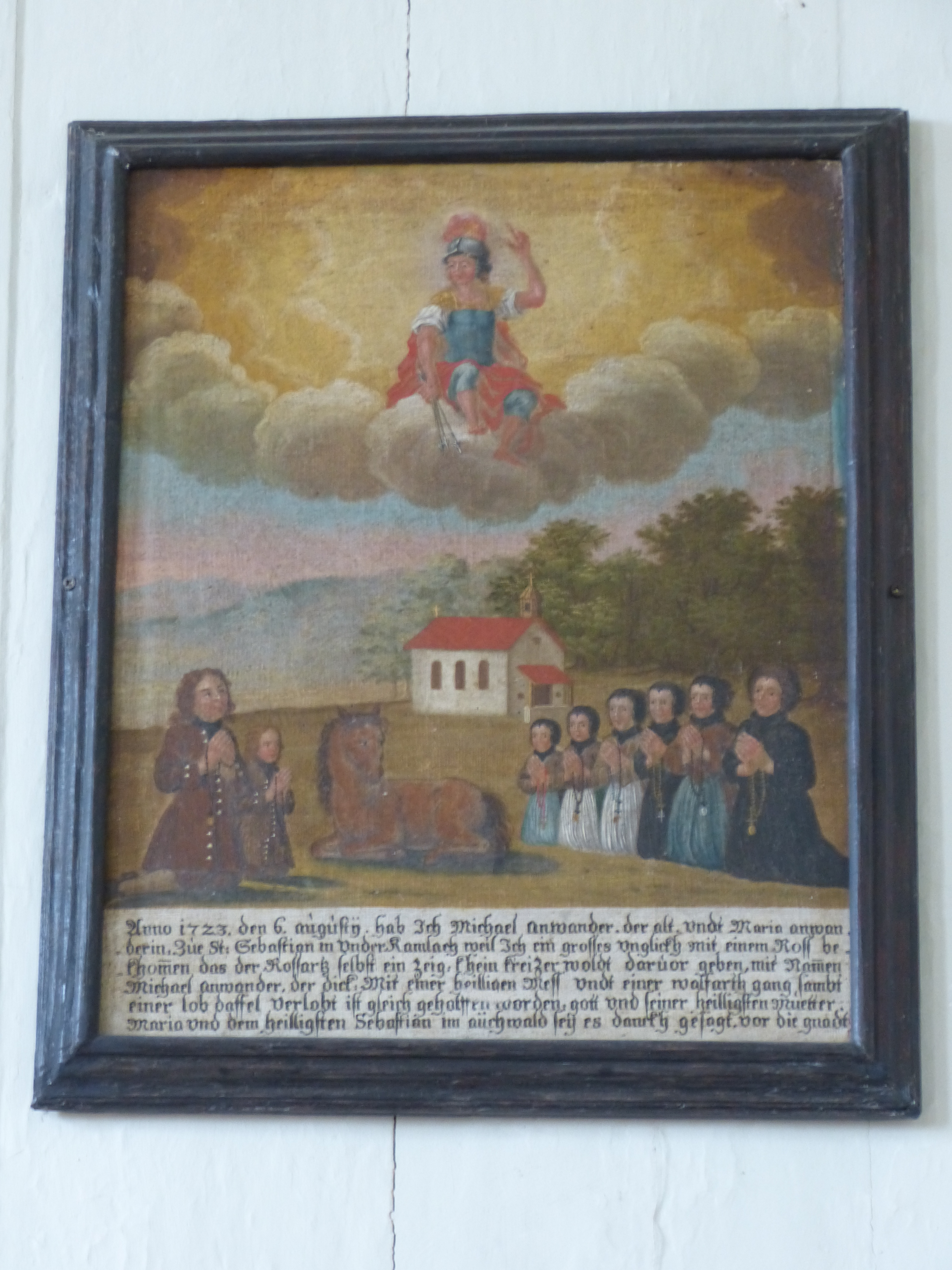
Votivbild bez. mit 1723
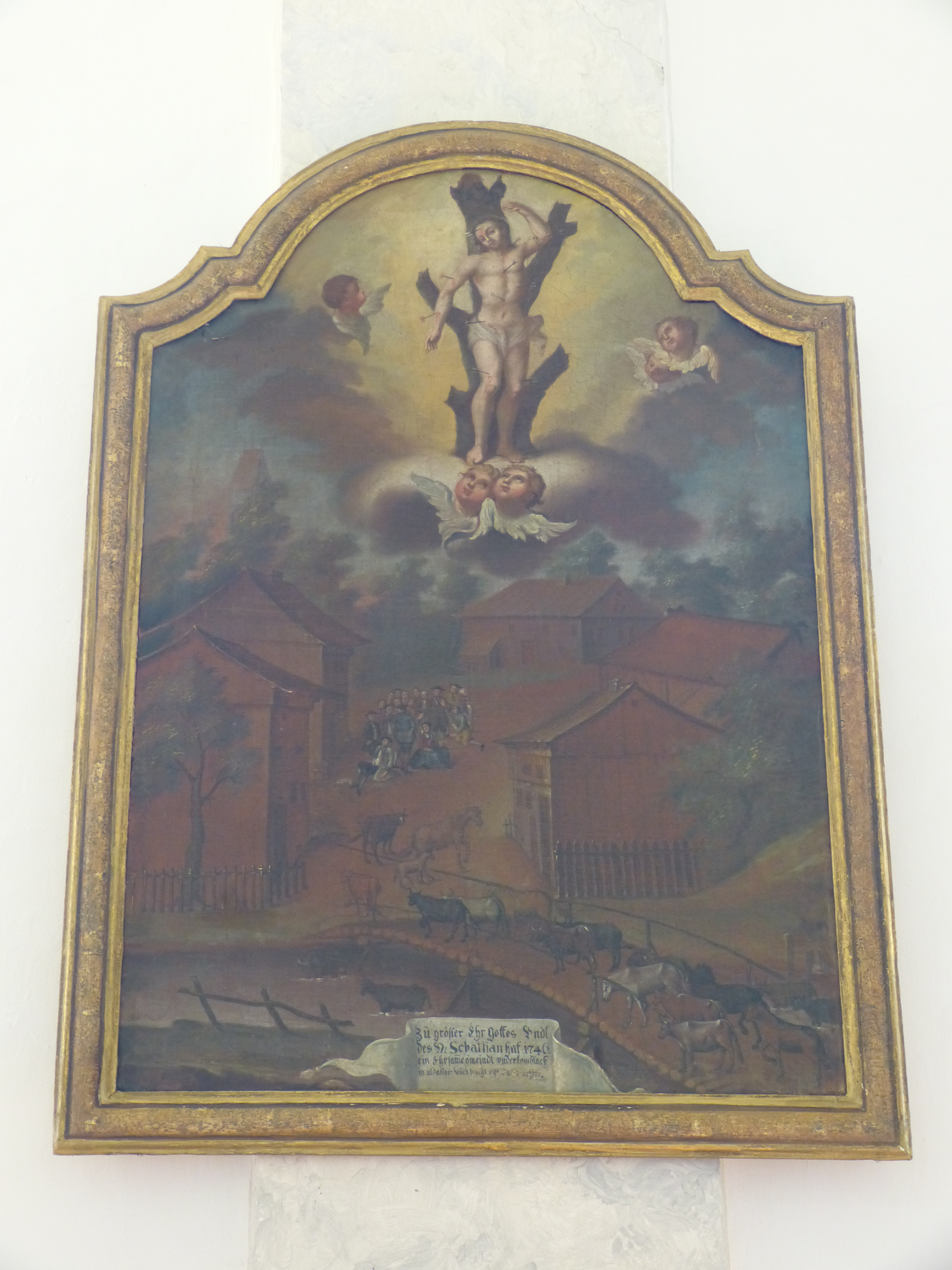
Votivbild

Das über einen Meter hohe östlichste Bild auf der Südseite ist über konkaven Ansätzen eingezogen und besitzt einen rundbogigen Schluss. Die Inschrift lautet:  Zu grösser Ehr Gottes Vndt / des H. Sebastian hat 1746 / ein Ehrsamme gemeindt underkamblach / in aldasiger vüh seucht diß Tafel albero. Im unteren Teil des Bildes ist Vieh zu sehen, in der Mitte die kniende Gemeinde auf dem Dorfplatz und oben der heilige Sebastian. Das nächste Bild zeigt eine kniende Familie und deren Vieh, in der Mitte die Kapelle und oben den heiligen Sebastian. Die Inschrift dieses Bildes lautet: Anno 1727 Verlobt frantz / hertnagen Vnd Ursula hertnaglen / in Vnderkamlach Albero Mitt / dißer daffel Ist ihnen Nach / dem gelibt geholfen worden. Das nächste Bild ist mit den Worten EX VOTO 1732 betitelt. Unten ist ein Rind und ein Pferd, oben der heilige Sebastian und links die Kapelle zu sehen. Das nächste Bild auf Holz zeigt ein Ehepaar zu beiden Seiten einer Kuh kniend. Oben ist links die Muttergottes und rechts der heilige Sebastian abgebildet. Die Inschrift lautet: ex voto 1854 von Adam Ostler von Mattsies. Das letzte Bild stammt aus dem 18. oder 19. Jahrhundert. Es ist ohne Inschrift, zeigt Vieh und oben rechts den heiligen Sebastian.

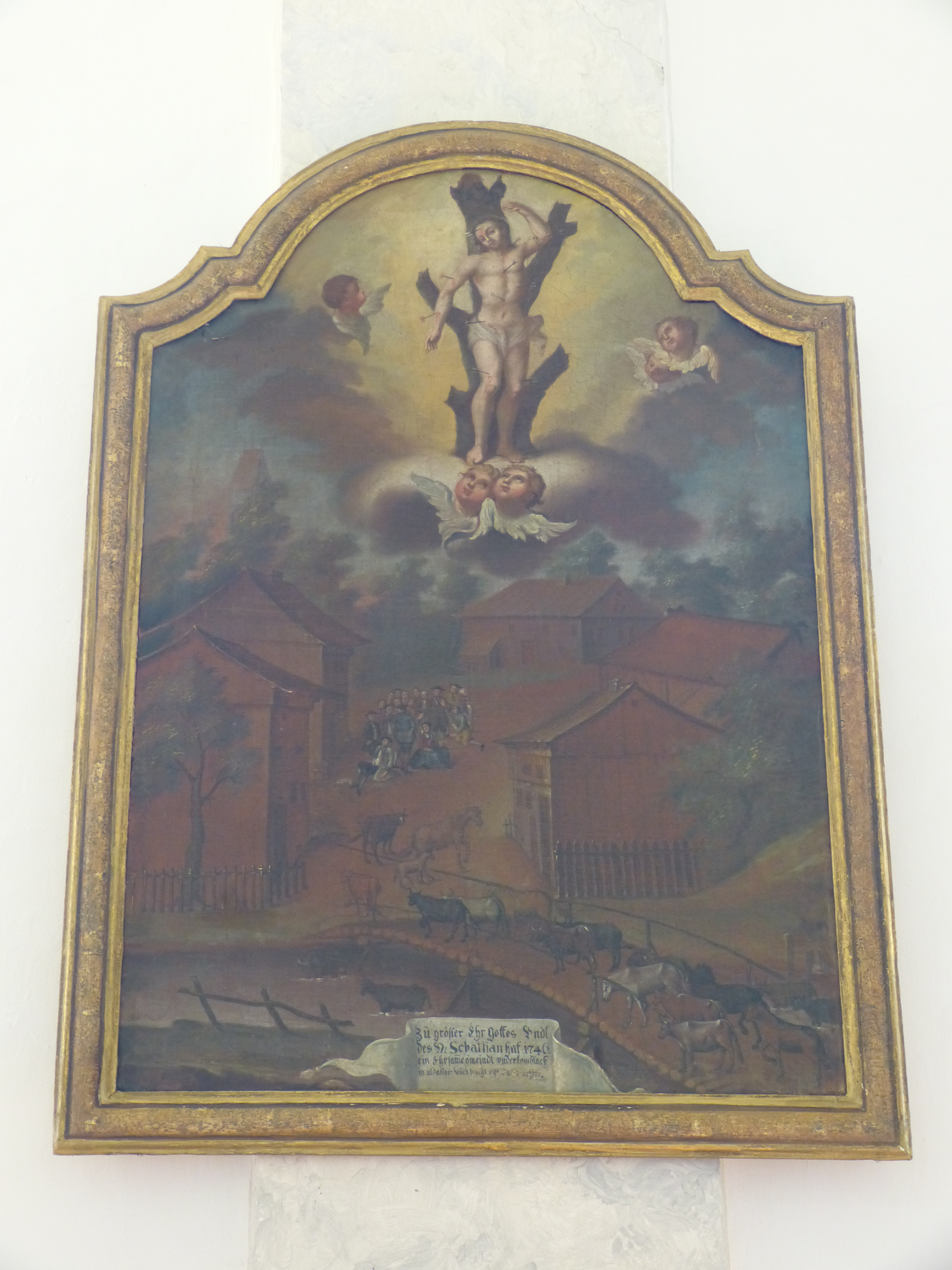
Votivbild bez. mit 1746
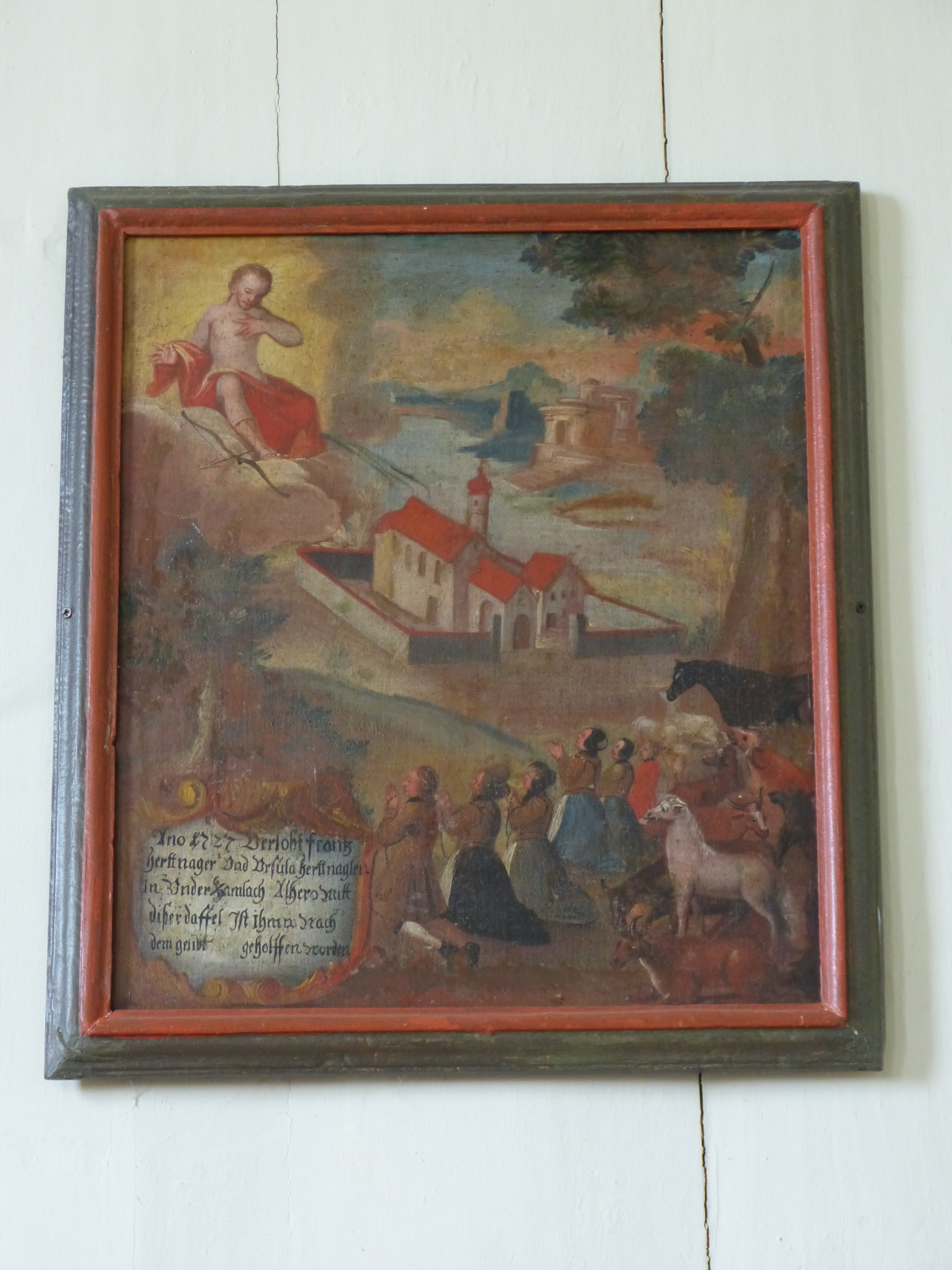
Votivbild bez. mit 1727
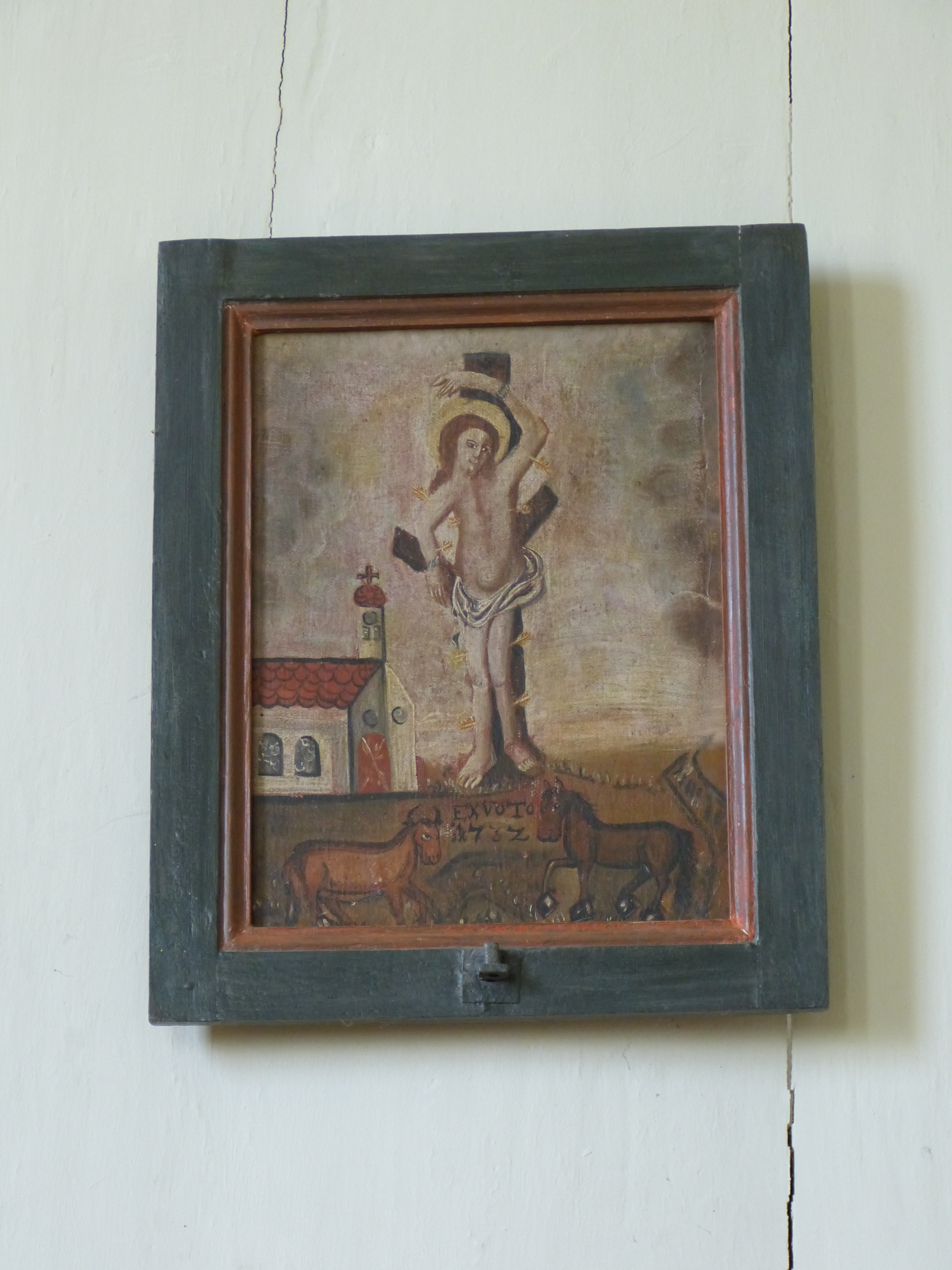
Votivbild bez. mit 1732

### Epitaphien
In der Kirche befinden sich Epitaphien aus bemalten Holztafeln, von denen das erste für Johannes Hanzel, auch Haineler genannt, noch zu dessen Lebzeiten 1632 gefertigt wurde. Hanzel war Pfarrer von Kammlach und starb 1633 an der Pest. Dargestellt ist der Geistliche kniend vor dem gekreuzigten Heiland. In der unteren rechten Ecke ist ein Wappen abgebildet. Oben und unten befinden sich zahlreiche Spruchbänder mit Inschriften. Die Inschrift am unteren Rand, FAMM 1755, stammt wohl von einer Renovierung der Tafel.
Im zweiten Epitaph sind der Heilige Antonius Eremita und Paulus Eremita im Gespräch. Die schadhafte Tafel war vermutlich für den letzten Einsiedler Joseph Ernst bestimmt, der 1729 verstarb.